# Campionato africano maschile di pallavolo 2001
Il XIII campionato africano maschile di pallavolo si è svolto dal 5 all'11 novembre 2001 a Port Harcourt, in Nigeria. Al torneo hanno partecipato 5 squadre nazionali africane e la vittoria finale è andata per la seconda volta al Camerun.

## Squadre partecipanti
- Camerun
- Mauritius
- Nigeria
- Sudafrica
- Sudan

## Classifica finale
| Classifica | Squadre   |
| ---------- | --------- |
|            | Camerun   |
|            | Nigeria   |
|            | Sudafrica |
| 4          | Mauritius |
| 5          | Sudan     |